# Централізоване тестування
Централізо́ване тестува́ння — форма вступних іспитів, організована на основі педагогічних тестів, стандартизованих процедур проведення тестового контролю, обробки, аналізу і представлення результатів, використовується для проведення конкурсу при вступі у заклади, що забезпечують здобуття вищої, середньої професійної та професійно-технічної освіти Білорусі та Росії. Аналог Зовнішнього незалежного оцінювання в Україні.
За результатами тестування учасники одержують сертифікати встановленого зразка із зазначенням кількості набраних балів. У Росії бали потім переводяться приймальною комісією вишу у шкалу оцінок. Під час перекладу враховується середній бал, набраний усіма учасниками тестування, які вступають до цього вишу. У Білорусі загальний бал формується на основі підсумовування балів, отриманих під час тестування (максимальна оцінка за тест 100 балів) з усіх зданих предметів, та середнього бала атестата, помноженого на десять (у Білорусії використовується десятибальна система оцінки знань).
До участі в централізованому тестуванні допускаються особи, які мають середню освіту.
Абітурієнтам, які пройшли централізоване тестування, видається сертифікат по кожному з трьох предметів. Сертифікат є дійсним до кінця поточного календарного року.